# Milanwäldchen Rähnitz

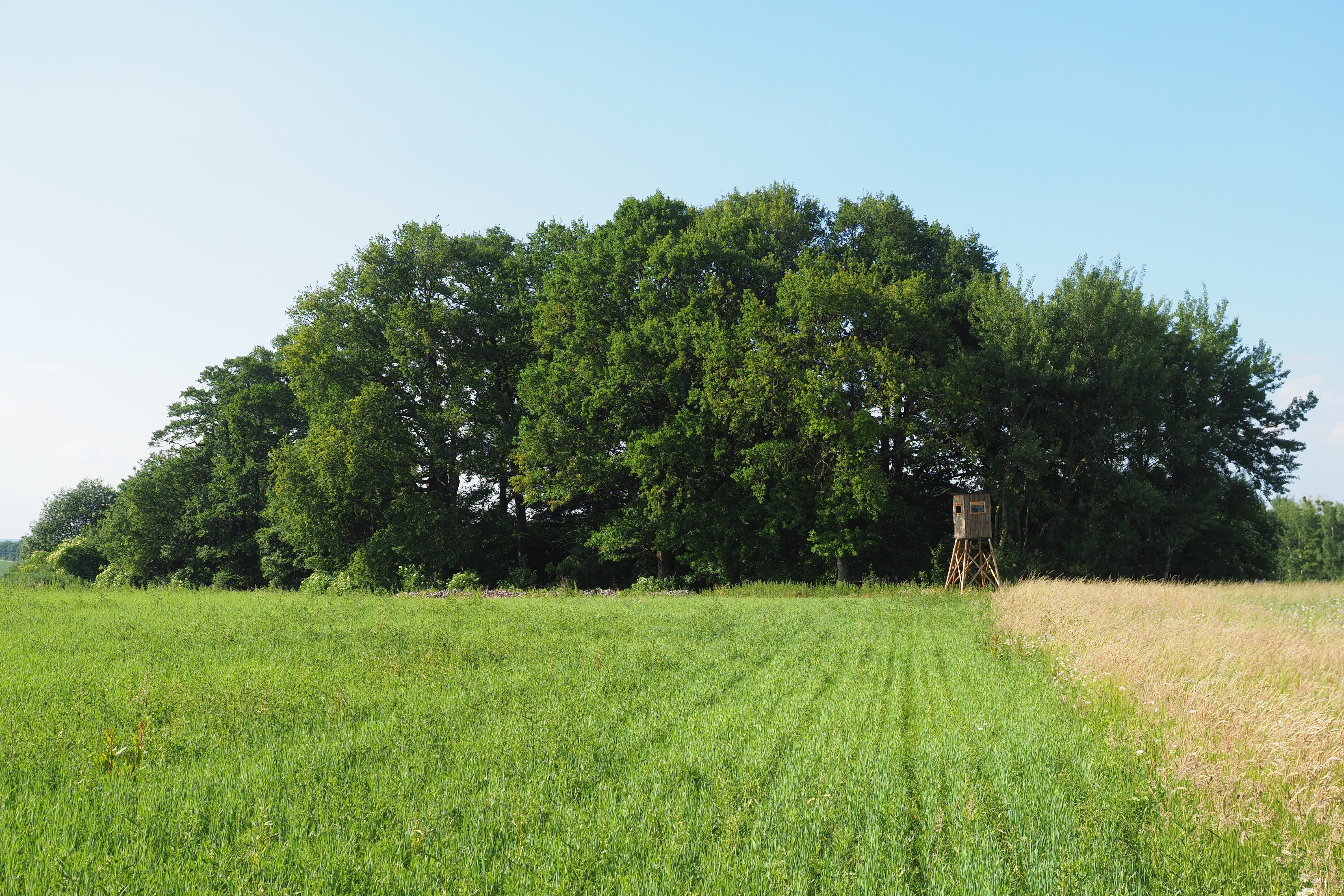
Milanwäldchen Rähnitz

Das Milanwäldchen Rähnitz ist ein Flächennaturdenkmal im Dresdner Stadtteil Rähnitz.

## Lage
Das Milanwäldchen Rähnitz liegt im Norden der sächsischen Landeshauptstadt Dresden in der Gemarkung Hellerau, wenige hundert Meter westlich des Autobahndreiecks Dresden-Nord und südöstlich des Radeburger Ortsteils Volkersdorf.

## Beschreibung
Das Milanwäldchen ist ein etwa 0,4 Hektar großes Feldgehölz, in welchem seit mindestens 1985 ein ununterbrochenes Brutvorkommen des Rotmilans nachgewiesen ist. Um dieses Brutgebiet zu erhalten, wurde das Wäldchen im Jahr 1996 durch Verordnung der Stadt Dresden als Flächennaturdenkmal unter Schutz gestellt, zudem sollen damit die landschaftstypischen Eigenschaften bewahrt werden. Das Milanwäldchen ist außerdem ein wichtiger Ruheplatz für den Schwarzmilan.